# Jordan Vale
Jordan Vale (* 15. Januar 1994 in Auckland) ist ein neuseeländisch-niederländischer Fußballspieler.

## Karriere

### Verein
Aus der Jugend von Waitakere United rückte Jordan Vale im Sommer 2009 in die erste Mannschaft auf. Seine ersten bekannten Einsätze hatte er in der Saison 2011/12, an deren Ende er mit Waitakere die neuseeländische Meisterschaft gewann. Nachdem er anschließend während seines Studiums von Sommer 2012 bis Ende des Jahres in den USA für das College-Team Syracuse Orange gespielt hatte, kam er nach seiner Rückkehr nach Neuseeland beim Auckland City FC unter.
Anschließend kehrte er in die Vereinigten Staaten zurück und spielte für Reading United AC drei Jahre in der USL League Two. Danach folgte im Sommer 2016 ein ligainterner Wechsel zu Ventura County Fusion, wobei er hier nur bis Ende September blieb. Er kehrte erneut nach Neuseeland zurück und schloss sich dort den Eastern Suburbs an. In seinem letzten Spiel, dem Play-off-Halbfinale der Saison 2017/18, trug er die Kapitänsbinde. Seit Oktober 2018 steht er wieder beim Auckland City FC unter Vertrag, mit dem er seitdem drei Mal Meister, zwei Mal Minor-Premiership-Sieger und drei Mal Sieger der OFC Champions League wurde.

### Nationalmannschaft
Mit der neuseeländischen U17 nahm er unter anderem an der U-17-Ozeanienmeisterschaft 2011 teil, bei welcher er in seinen vier Einsätzen zwei Tore erzielte. Später im Jahr folgte noch die Teilnahme an der U-17-Weltmeisterschaft 2011, bei welcher er im ersten Spiel, einem 4:1-Sieg über Usbekistan, ein Tor erzielte. Bei diesem Turnier kam er in jeder Partie seiner Mannschaft zum Einsatz.